# McDonnell Douglas F-15E Strike Eagle
F-15 Strike Eagle é um caça bombardeiro e de superioridade aérea dos Estados Unidos criado pela McDonnell Douglas (que se fundiu com a Boeing pouco tempo depois da sua criação).

## História
O F-15 Strike Eagle foi criado para o programa Enhanced Tactical Fighter, que visava substituir o caça bombardeiro F-111, sendo então o novo avião deveria ser um ótimo caça e ainda levar uma quantidade considerável de bombas, o concorrente do Strike Eagle era o F-16 XL, o Strike conseguiu ganhar do XL mostrando sua eficácia durante a Operação Tempestade no Deserto, ao poder voar em missões de interdição em altas velocidades sem depender de aviões de escolta e de guerra eletrônica, ele é diferenciado dos demais F-15s pela sua cor escura e seus tanques de combustível externos.

## Utilizadores
- Estados Unidos - F-15E
- Arábia Saudita - F-15S/SA
- Israel - F-15I
- República da Coreia - F-15K
- Singapura - F-15SG

## Especificações (F-15E)
Dados de: USAF, Davies.
Descrições gerais
- Tripulação: 2
- Comprimento: 19,43 m (64 ft)
- Envergadura: 13,05 m (43 ft)
- Altura: 5,63 m (18 ft)
- Área alar: 56,5 m² (608 ft²)
- Peso vazio: 14 300 kg (31 500 lb)
- Peso de decolagem: 36 700 kg (80 900 lb)

Motorização
- Número de motores: 2x
- Tipo do motor: Turbofan
- Fabricante/modelo: Pratt & Whitney F100-229
- Empuxo por motor: 13 155 kgf (29 000 lbf) (129 kN)

Performance
- Velocidade máxima: 2 655 km/h (1 650 mph)
- Velocidade total em Mach: 2.5 Ma
- Alcance: 3 900 km (2 420 mi)
- Alcance bélico: 1 850 km (1 150 mi)
- Razão de subida: +254 m/s
- Tecto de serviço: 18 200 m (59 700 ft)

Armamentos
- Metralhadoras/canhões: 1x canhão M61 Vulcan de 20 mm (0,787 in)
- Número de pilones: 2x
- Capacidade dos pilones (kg): 10 400 kg (22 900 lb)
- Bombas dos pilones: 
Bombas
- B61 ou B83 nuclear
- Mark 82
- Mark 84
- CBU-87 ou CBU-103 (CEM)
- CBU-89 ou CBU-104 (GATOR)
- CBU-97 ou CBU-105 (SFW)
- CBU-107 Arma de Ataque Passivo
- GBU-15
- GBU-10 Paveway II
- GBU-12 Paveway II
- GBU-24 Paveway III
- GBU-27 Paveway III
- GBU-28
- GBU-31 ou GBU-38 (JDAM)
- GBU-39 Small Diameter Bomb (SDB)
- GBU-54 Laser JDAM (LJADM)
- Mísseis dos pilones: 
Mísseis
- Mísseis ar-ar
  - 4x AIM-7 Sparrow
  - 4x AIM-9 Sidewinder
  - 8x AIM-120 AMRAAM
- Míssil ar-superfície
  - 6× AGM-65 Maverick
  - 2× AGM-84 Harpoon
  - 2× AGM-84H/K SLAM-ER
  - AGM-130
  - AGM-154 JSOW
  - AGM-158 JASSM
- Outras cargas dos pilones: Até 3x tanques alijáveis de 600 US-gal (2 270 l)

Equipamentos de orientação
- Aviônicos: 
Radares:
- Raytheon AN/APG-70
Pods de alvos:

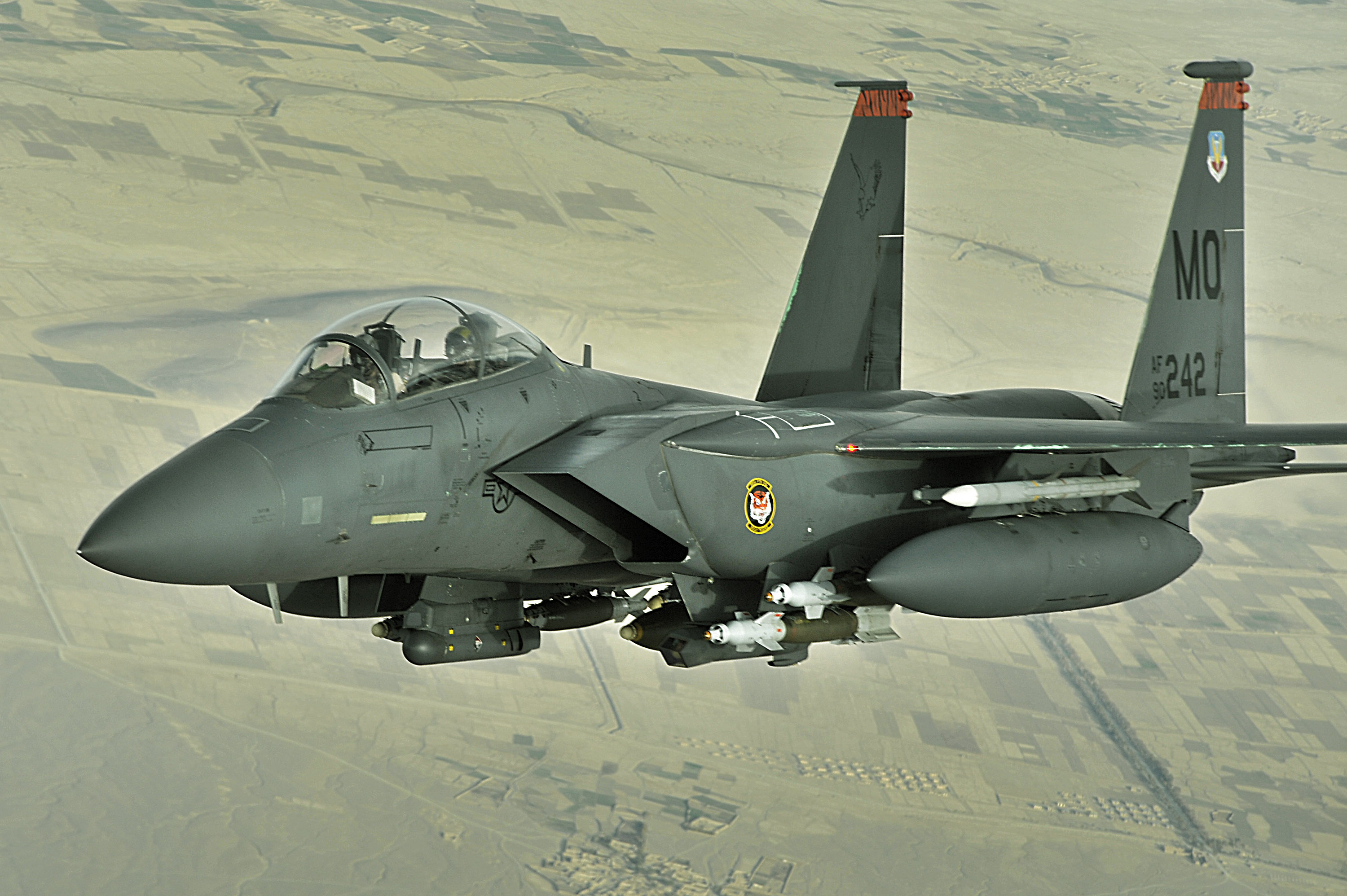
Um F-15E americano equipado com bombas sobre o Afeganistão.

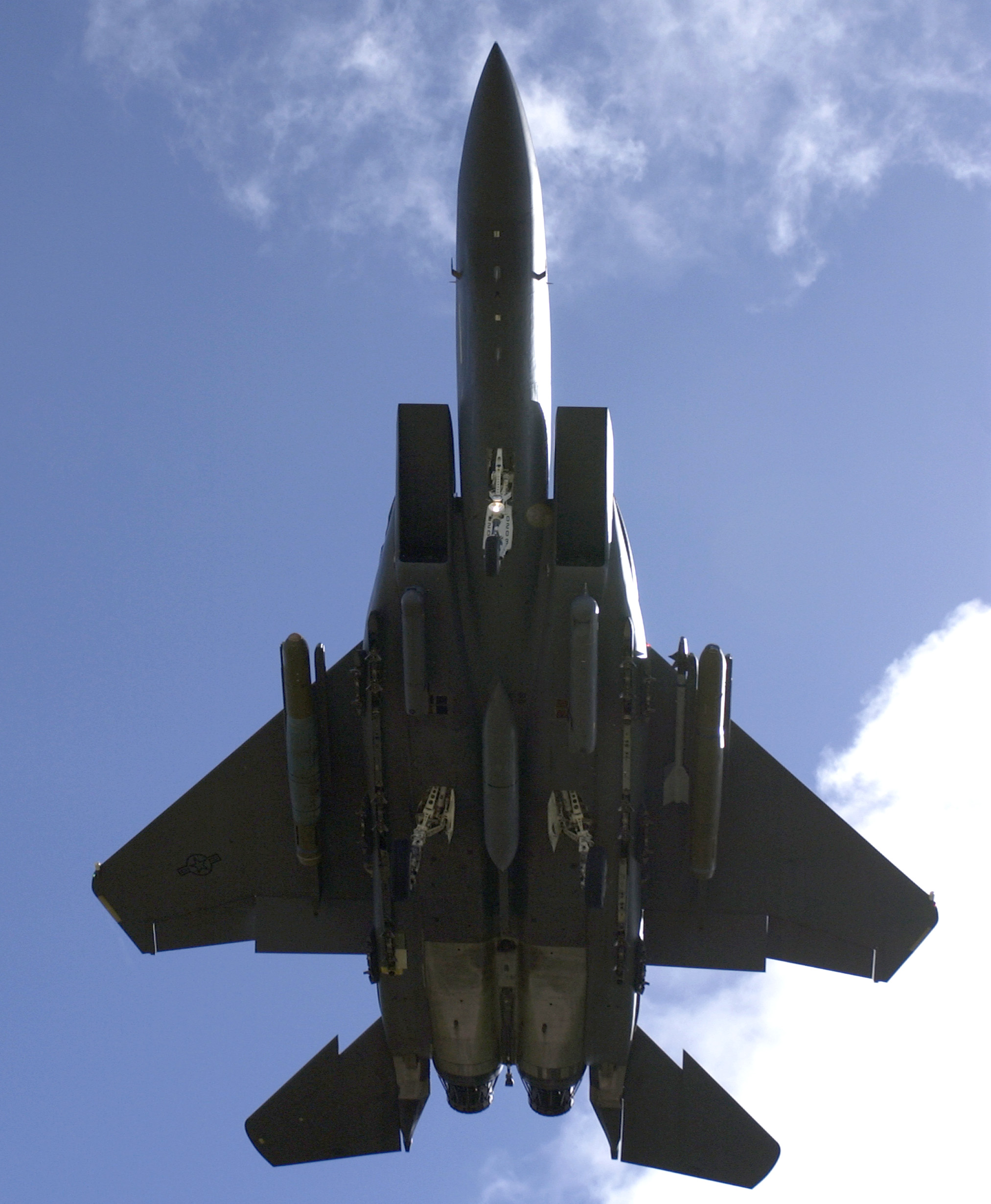
Parte de baixo de um F-15E.

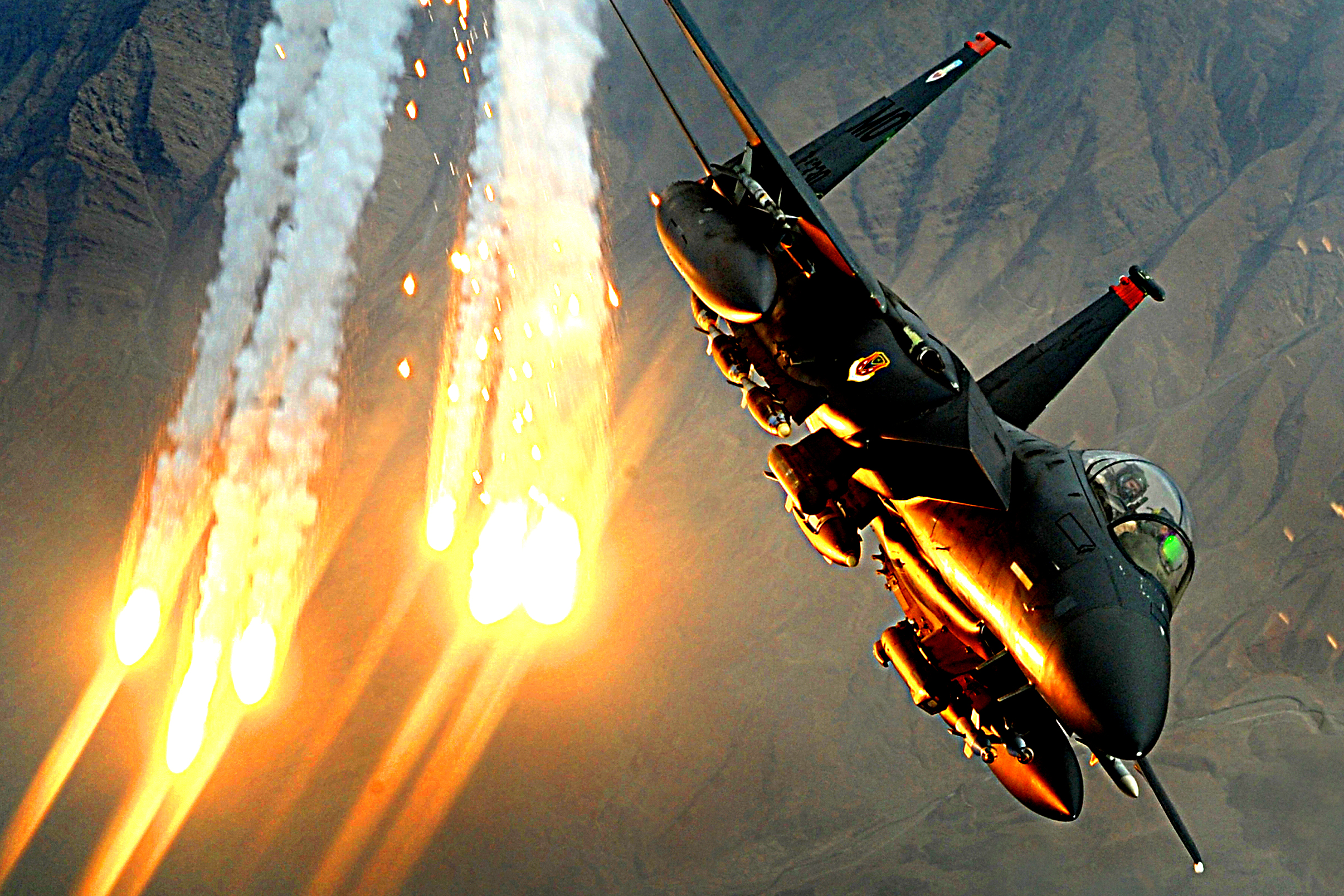
Um F-15 americano ativando suas medidas defensivas.

- LANTIRN ou Sniper Advanced Targeting Pod ou LITENING
Contra-medidas eletrônicas
- NGES AN/ALQ-131
- Hazeltine AN/APX-76 ou AN/APX-119
- AN/ALQ-128
- AN/ALR-56
- NGES ALQ-135
- Marconi AN/ALE-45